# Édouard de Boufflers-Rouverel
Édouard de Boufflers (* 7. Oktober 1722 in Madrid; † Oktober 1764), Marquis de Boufflers et de Rouverel, war ein französischer Adliger und Militär.

## Leben
Édouard de Boufflers war der Sohn von Antoine François Oudart de Boufflers (1649–1751), Chevalier, Seigneur de Rouverel, und der aus Schottland stammenden Anne Françoise Wanchep. Da sein Vater nach einem Duell Frankreich verlassen und daraufhin in spanische Dienste trat, wurde Édouard de Boufflers 1722 in Madrid geboren. Bereits im Alter von 7 Jahren, 1729, kehrte er selbst nach Frankreich zurück und wurde naturalisiert.
Am 15. April 1736 trat er bei den Musketieren des Königs ein, bei denen er drei Jahre diente. Am 28. April 1741 wurde er Capitaine einer Kompanie im Régiment de Chépy cavalérie (das 1744 in Régiment de Bellefonds umbenannt wurde).
Von März 1742 bis Juli 1743 kommandierte in der französischen Armee, die nach Bayern entsandt worden war. Er nahm an der Eroberung von Ellenbogen und Kaden teil, half bei Braunau aus, und nahm an der Expedition zum Nachschub für Eger teil. 1744 gehörte er der Mosel-Armee an und schlug bei Zabern die Truppen des Generals Nádasdy, kämpfte dann beim Angriff auf Suffelsheim, diente von September bis Dezember bei den Truppen des Kaisers und im Winter in Schwaben.
Die Feldzüge des Jahres 1745 begann er im Unterelsass, marschierte im Juni nach Flandern und schließlich an die Saar. Am 20. April 1746 wurde er Colonel-lieutenant im Régiment de Chartres infanterie, das er am 11. Oktober in der Schlacht bei Roucourt als Colonel kommandierte, ebenso in der Schlacht bei Lauffeldt (2. Juli 1747), bei der Belagerung von Bergen op Zoom (Juli bis September 1747) und der Belagerung von Maastricht (April bis Mai 1748).
Durch den Tod von Charles Joseph Marie de Boufflers, 3. Herzog von Boufflers, im Jahr 1751, wurde er Oberhaupt der Familie. Am 4. Mai 1753 wurde er zum Guidon de la compagnie des gendarmes de Bourgogne ernannt, worauf er das Kommando seines Regiments niederlegte.
Während des Siebenjährigen Kriegs (1756–1763) diente er 1757 im Kurfürstentum Hannover, im Feldlager von Kloster Zeven und beim Marsch auf Celle, 1758 bei der Eroberung von Kassel und Hessen und der Schlacht bei Lutterberg. Am 10. Februar 1759 wurde er zum Brigadier befördert, am 1. August 1758 kämpfte er in der Schlacht bei Minden. Am 21. August 1758 übernahm er das Amt des Enseigne des gendarmes bourguignons, das nach seiner Ernennung zum Maréchal de camp am 25. Juli 1762 bis zum Dezember 1762 ausübte.

## Ehe und Familie
Édouard de Boufflers heiratete am 15. Februar 1746 auf Schloss Saint-Cloud Marie Charlotte Hippolyte de Campet de Saujon (* 6. September 1725 in Rouen), Tochter von Charles François de Campet, Comte de Saujon en Saintonge, und Marie Louise Angélique de Barberin-de-Reignac. Ihr einziges Kind war
- Louis Édouard de Boufflers (* 3. Dezember 1746, † 1795), Comte de Boufflers; ⚭ 7. Dezember 1768 Amélie Constance Puchot des Alleurs (* um 1751 in Konstantinopel, † Mai 1825), Tochter von Comte Roland Puchot, französischer Botschafter in Polen, dann in Konstantinopel, und Maria Prinzessin Lubomirska, einer Tochter von Fürst Alexander Jakob Lubomirski

Seine Witwe starb am 28. November 1800 in ihrer Geburtsstadt Rouen.